# دوور کوساشویلی
دووِر کوساشویلی (عبری: דובר קוסאשווילי‎؛ زادهٔ ۸ دسامبر ۱۹۶۶) کارگردان و فیلمنامه‌نویس اسرائیلی گرجی-یهودی‌تبار است. او از سال ۱۹۹۸ پنج فیلم را کارگردانی کرده‌است. فیلم او، ازدواج دیرهنگام، در بخش نگاه مشخص در جشنواره فیلم کن ۲۰۰۱ به نمایش درآمد.